# Cambra de càrrega

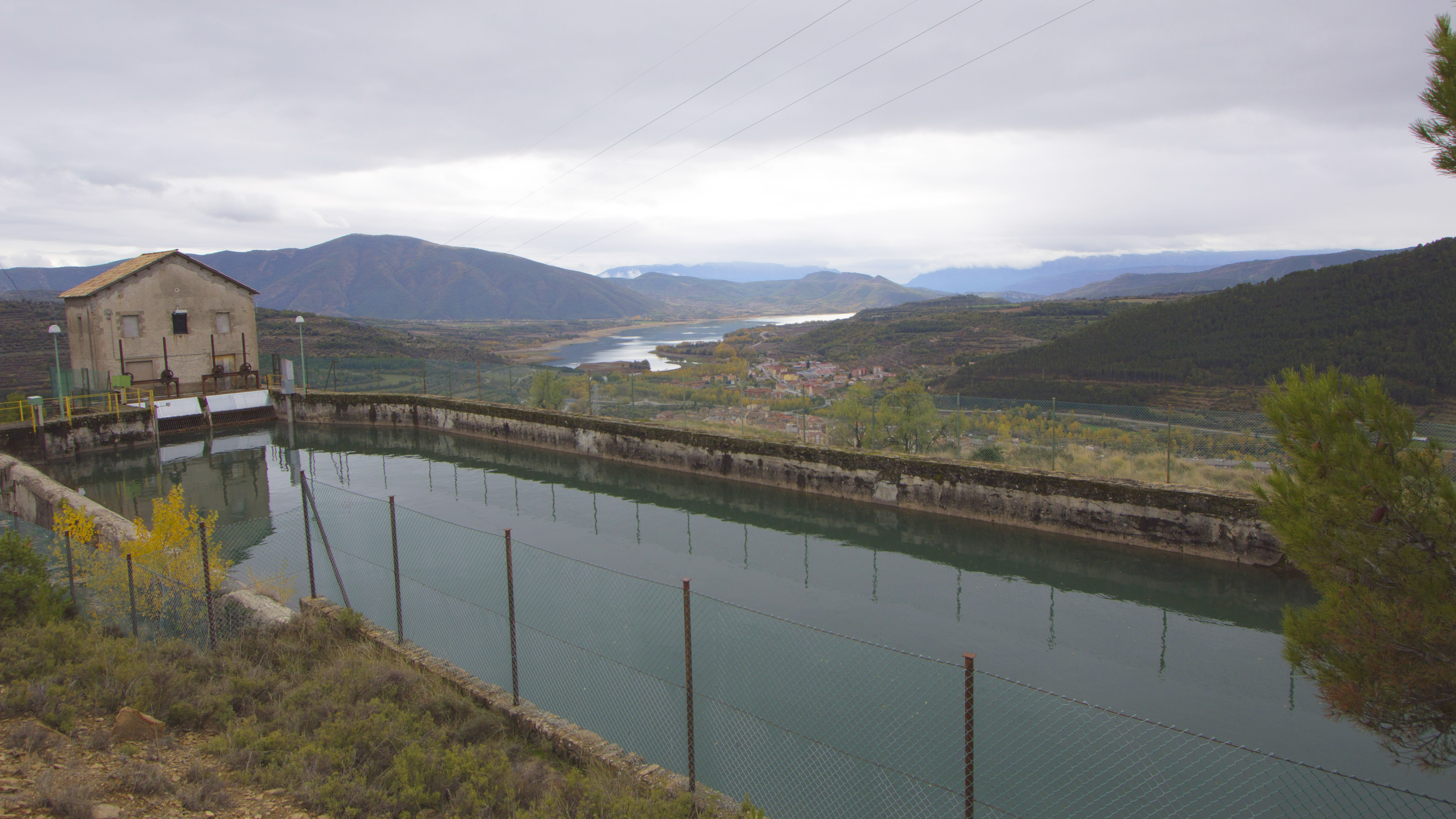
Dipòsit regulador de la cambra d'aigües de la Central Hidràulica de la Pobla de Segur

La cambra de càrrega és una obra d'enginyeria hidràulica que forma part d'una central hidroelèctrica. És un dipòsit situat al final del canal de derivació del qual arranca la canonada forçada, i la seva funció principal és la de subministrar el volum necessari per a la turbina sense problemes d'intermitència.
El desnivell de la canalització existent entre el sistema d'aproximació d'aigua i la cambra de càrrega ha de ser el mínim possible, de forma que el desnivell del salt entre la cambra de càrrega i la turbina sigui major amb l'objectiu que el corrent d'aigua produeixi la màxima energia cinètica.
En l'actualitat és més freqüent substituir la cambra de càrrega per una xemeneia d'equilibri

## Components
En la construcció d'una cambra de càrrega es solen incloure un conjunt d'elements que complementen la funció de la cambra.

### Sedàs

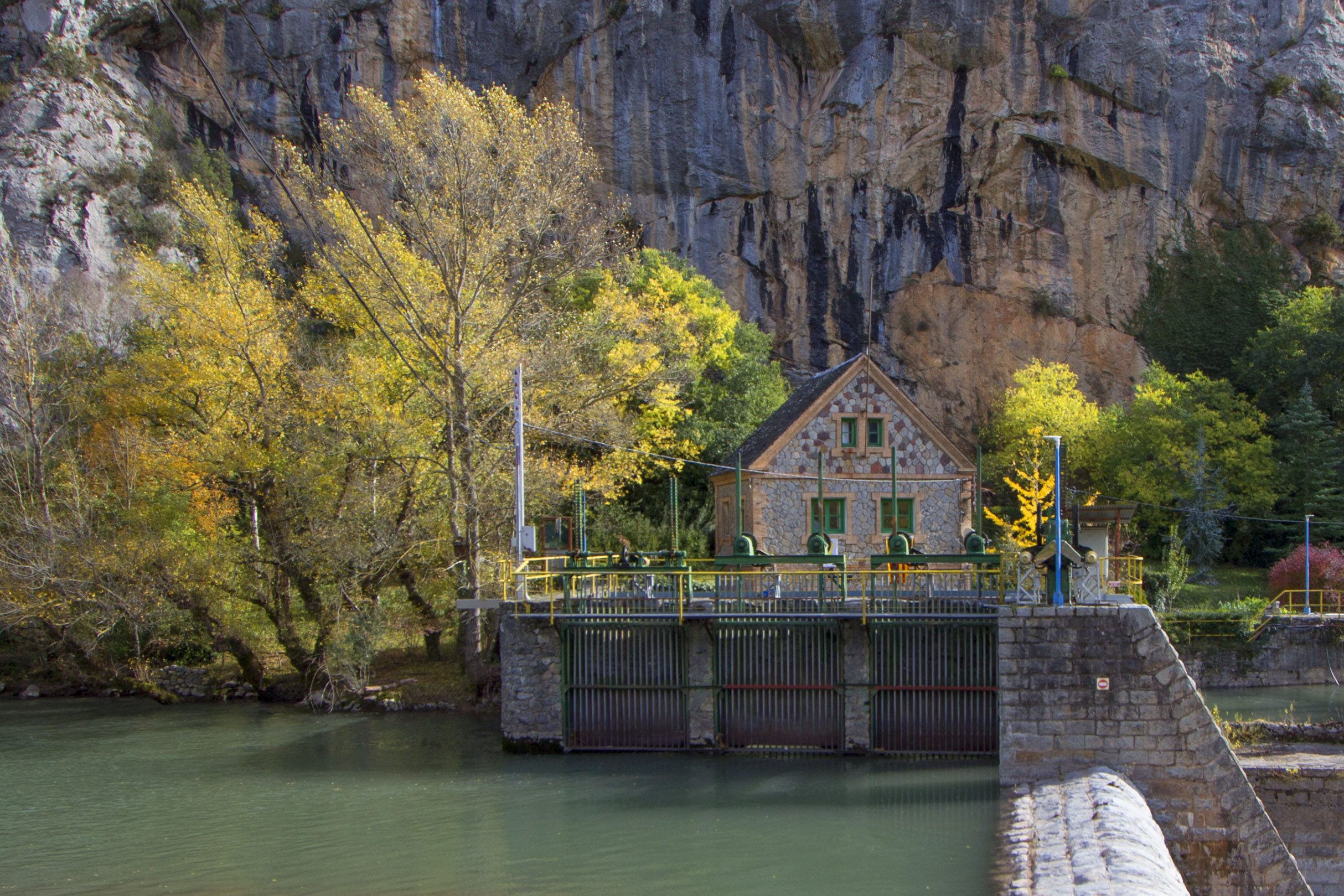
Sedàs a l'entrada de dipòsit regulador

A l'entrada de la cambra és necessària la instal·lació d'un sedàs o reixa per evitar que entrin a la canonada elements flotants que podrien malmetre la turbina, així com d'un neteja-reixes per evitar que el sedàs quedi obstruït.

### Sobreeixidor
La funció del sobreeixidor és que en cas d'un cabal excessiu o en cas de parada de la central, els excedents d'aigua no han d'entrar en el sistema. El destí de l'aigua sobreeixida ha de ser un flux regular d'aigua, per evitar un abocament incontrolat.

### Desarenador / Dipòsit regulador
La funció del desarenador, o salvarenes, és la filtració del corrent d'aigua per sostreure-hi les partícules en suspensió de sorra i materials de menor grandària que poden malmetre els catúfols de la turbina. Les reixes d'admissió del sistema de captació d'aigua prèviament han retingut els materials sòlids de majors dimensions com pedres i branques.
El desarenador disminueix la velocitat de l'aigua que arriba pel canal d'aproximació per assentar en el seu fons els materials en suspensió, on oportunament podran ésser retirats. Per aquest motiu ha de tenir la capacitat suficient per permetre l'acumulació de sediments. En models prefabricats el desarenador pot ser un conjunt de filtres ubicats abans de la canonada forçada, però el més freqüent es que el dipòsit regulador faci de desarenador.
El dipòsit de regulació normalment té només capacitat per subministrar el volum necessari per a l'arrencada de la turbina sense intermitències.

### Cambra de càrrega
El disseny de la cambra de càrrega és crític, atès que l'aigua que surt d'ella és la que va directament a la turbina a través de les canonades forçades. Al dissenyar la geometria de la cambra cal evitar al màxim les pèrdues de càrrega i els remolins que puguin produir-se, tant aigües amunt com en la pròpia cambra que impliquin l'entrada d'aire a la turbina d'aigua. Si la canonada forçada no està prou submergida, un flux d'aquest tipus pot provocar la formació de vòrtex que arrosseguin aire fins a la turbina, produint una forta vibració fa reduir el rendiment de la central i la vida útil dels components subjectes a vibració.

### Xemeneia d'equilibri
La funció de la xemeneia d'equilibri és evitar els danys que es poden produir en una galeria de pressió quan la vàlvula situada al final d'aquesta es tanca de forma sobtada i l'energia cinètica de l'aigua produeix una sobrepressió anomenada cop d'ariet. S'instal·la quan l'aigua arriba a la vàlvula de control directament d'una galeria de pressió i no a través d'una canalització que finalitzi en un depòsit regulador.

### Vàlvula de control
La seva funció és la de regular el cabal d'aigua que es dirigeix a les turbines a través de la canonada forçada

### Xemeneia d'equilibri
La funció principal de la xemeneia d'equilibri és evitar els danys que es poden produir en la canonada forçada quan la vàlvula situada a l'inici d'aquesta es tanca de forma sobtada i es produeix un buit baromètric, provocant un possible aixafament de la canonada. La xemeneia d'equilibri s'instal·la aigües avall de la vàlvula reguladora.